# Bonifatius

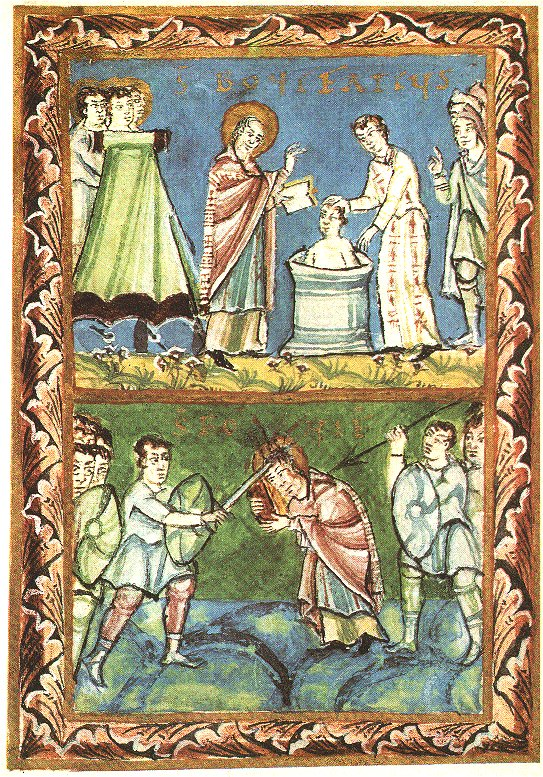
Szenen aus dem Leben des Bonifatius: Heidentaufe (oben) und Märtyrertod (unten) in: Fuldaer Sakramentar (Anfang 11. Jh.), Staatsbibliothek Bamberg, Msc.Lit.1, fol. 126v

Bonifatius, Geburtsname Wynfreth (auch Wynfrith, Winfrid, Winfried; * um 673 in Crediton; † 5. Juni 754 oder 755 bei Dokkum in Friesland), war ein angelsächsischer Mönch. Er war einer der bekanntesten christlichen Missionare und der wichtigste Kirchenreformer im Frankenreich. Er war Missionserzbischof, päpstlicher Legat für Germanien, Bischof von Mainz, zuletzt Bischof von Utrecht sowie Gründer bzw. Auftraggeber mehrerer Klöster, darunter Fulda. Aufgrund seiner weitreichenden, mit fränkischer Unterstützung betriebenen Missionstätigkeit im damals noch überwiegend nicht-christlichen Germanien wird er seit dem 16. Jahrhundert von der katholischen Kirche als „Apostel der Deutschen“ verehrt.

## Leben, Werk und Wirken

### Klostereintritt, Erziehung, Priesterweihe und Wirken als Lehrer
Wynfreth wurde um 673, spätestens 675 in einer vornehmen angelsächsischen Familie in Crediton im damaligen Kleinkönigtum Wessex im Südwesten Englands geboren und als puer oblatus in den Benediktinerklöstern Exeter (altenglisch Aet Exanceastre) und Nursling (Nhutscelle) bei Southampton erzogen. In letzterem wurde er im Alter von etwa 30 Jahren zum Priester geweiht. Wynfreth war Lehrer für Grammatik und Dichtung, bis er seine Missionstätigkeit im östlichen Teil des Frankenreichs und dessen Randgebieten aufnahm. Zu dieser Zeit war er bereits als Gelehrter bekannt, unter anderem als Verfasser einer lateinischen Grammatik.

### Missionstätigkeit
Die Missionstätigkeit des Bonifatius ist im Rahmen der angelsächsischen Missionsbewegung des 7. und 8. Jahrhunderts zu sehen, die von Papst Gregor dem Großen in die Wege geleitet wurde und unter Führung des Augustinus von Canterbury darauf zielte, Angelsachsen und Germanenstämme (insbesondere der stammesverwandten Sachsen) zu christianisieren. Dabei ging es auch um deren Integration in eine dem Papst unterstehende hierarchische Kirchenorganisation mit einer Metropolitanordnung (Unterordnung der Diözesen einer Kirchenprovinz unter die Autorität des erzbischöflichen Metropoliten) nach dem Vorbild der von den Missionaren und ihren Nachfolgern wie Benedict Biscop, Ceolfrid und Theodor von Tarsus im Gegensatz zur iroschottischen Kirche und der von ihr betriebenen iroschottischen Missionsbewegung auf Rom ausgerichteten angelsächsischen Kirche. Klöster in benediktinischem Selbstverständnis bildeten angesichts des weitgehenden Fehlens urbaner Zentren die Basis dieser Aktivitäten. 716 unternahm Bonifatius eine erste Missionsreise zu den Friesen. Diese scheiterte jedoch an dem Friesenherzog Radbod, einem Gegner der christlich-fränkischen Missionierung, der gerade das südwestliche Friesland von den Franken zurückerobert hatte. So kehrte Wynfreth noch im Herbst 716 nach Nursling zurück, wo er im darauf folgenden Jahr zum Abt gewählt wurde. Inwieweit er zu dieser Zeit in Kontakt mit Willibrord stand, einem ebenfalls angelsächsischen Missionar in Friesland, ist nicht genau bekannt. Willibrord hatte bereits 695 mit der Missionierung der Friesen begonnen, musste nun jedoch erleben, wie sein Werk durch Radbods Erfolge zusammenbrach. Aus diesen Erfahrungen zog Bonifatius später die Konsequenz für sein weiteres Missionswerk, indem er die enge Rückbindung an die geistliche Gewalt des Papstes und die weltliche Macht der fränkischen Hausmeier suchte.
718 gab Wynfreth seine Position als Abt auf und verließ England für immer, um zunächst eine Pilgerfahrt nach Rom zu unternehmen. Dort erhielt er von Papst Gregor II. am 15. Mai 719 den Auftrag, den „ungläubigen Völkern das Geheimnis des Glaubens bekannt zu machen“. Unter dem ihm vom Papst gegebenen Namen Bonifatius („der gutes Schicksal Bringende“) begann er seine Mission erneut bei den Friesen, diesmal in Zusammenarbeit mit Willibrord. Obwohl die äußeren Voraussetzungen nun ungleich günstiger waren als bei Bonifatius’ erster Missionsreise – Radbod war inzwischen gestorben –, gab es anscheinend erhebliche Spannungen zwischen den beiden Missionaren, und so trennten sie sich 721. Danach zog Bonifatius über zwölf Jahre lang durch Gebiete im heutigen Hessen, Thüringen und Bayern.
Die Missionsreisen des Bonifatius darf man sich als Expeditionen vorstellen, auf die er sich mit Kriegern, Handwerkern und größerem Gefolge begab, um Niederlassungen und Klöster zu gründen. Sein Missionswunsch traf sich mit den Interessen des fränkischen Hausmeiers Karl Martell, der (wie auch seine Nachfolger) im Christentum und in einer straff organisierten Reichskirche eine Klammer erblickte, die geeignet schien, den Zusammenhalt seines Reiches zu fördern. So stellte er Bonifatius nach seiner zweiten Romreise 723 einen Schutzbrief aus, mit dem dieser in sein Missionsgebiet zurückkehrte. Für diese Zeit berichtet Willibald von Mainz in seiner Vita sancti Bonifatii von der demonstrativen Fällung einer heiligen Eiche durch den Missionar nahe Geismar (heute zur Stadt Fritzlar). Die Eiche war von den Chatten dem Gott Donar geweiht worden – ihre Verehrung in den Augen des Missionars also Götzendienst. Die zahlreichen Anwesenden, darunter nach Willibald auch Friesen, erwarteten gespannt die Reaktion der germanischen Gottheit, dass diese ausblieb, beeindruckte zutiefst. Aus dem Holz der Eiche wurde eine Kirche bei Fritzlar errichtet, welche schon bald durch einen Steinbau ersetzt werden sollte. Die Kirche ist wahrscheinlich nicht identisch mit dem Fritzlarer Dom.

### Reorganisation der Kirche in Thüringen, Mainfranken und Bayern
Angeblich konnte Bonifatius ab 738 die kirchlichen Verhältnisse in Baiern ordnen und darangehen, die Bistümer Regensburg (739), Passau (739), Salzburg (739) und Freising (739) zu reorganisieren. Er gründete die Bistümer Büraburg bei Fritzlar (742), Würzburg (741/742), Eichstätt (741 oder später) und Erfurt (742). Er selbst war in der Zwischenzeit zum Missionserzbischof ernannt worden und erhielt 746 das Bistum Mainz. Gescheitert war zuvor sein Versuch, den Kölner Bischofsstuhl zu erlangen und diesen zum Metropolitansitz einer austrasischen Kirchenprovinz zu machen. Erst unter seinem Nachfolger Lullus wurde Mainz Erzbistum und Metropolitansitz. Seinen Einfluss in Bayern büßte Bonifatius schon bald wieder ein und es scheint, dass es aufgrund des Einflusses des von ihm zeitlebens bekämpften Iren Virgil von Salzburg geradezu zu einer Art Damnatio memoriae gekommen ist. Überhaupt geriet die angelsächsische Mission gegen Lebensende des Bonifatius in die Defensive, und sein Einfluss bei Hofe schwand.
Bonifatius traf an vielen Orten seiner Tätigkeit auf Bevölkerungsgruppen, die bereits Kontakt zum Christentum hatten. Vor allem in Thüringen ergaben sich erhebliche Konflikte durch die Bestrebungen des Bonifatius, eine Kirchenorganisation nach römisch-katholischem Vorbild durchzusetzen. Auf dem deutschen Konzil (742) verhängte er gegen „unzüchtige“ Priester Kerkerstrafen und öffentliche Auspeitschungen. Mönche und Nonnen „sollten nach der dritten Prügelung“ ein Jahr im Kerker Buße tun. Den Nonnen sollten „alle Haare des Hauptes abgeschoren werden“.

### Tod des Bonifatius und Beginn der Verehrung

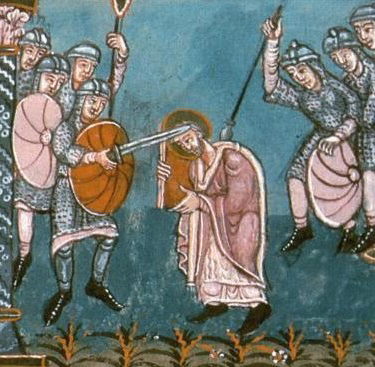
Szene aus dem Leben des Bonifatius: Märtyrertod in: Fuldaer Sakramentar, Göttingen, Niedersächsische Staats- und Universitätsbibliothek, 2 cod. Ms. Theol. 231 Cim, um 975, fol. 87r

Bonifatius brach über 80-jährig noch einmal zur Missionierung der Friesen auf. Auf dem Weg zu einer Firmung friesischer Christen wurde er am Morgen des 5. Juni 754 oder 755 zusammen mit seinen Begleitern von Gegnern der christlich-fränkischen Missionierung erschlagen. Willibald nennt elf Begleiter namentlich, darunter den Bischof von Utrecht Eoban und den später als ersten Bischof von Erfurt verehrten Adalar, so dass sich die Symbolzahl zwölf (Anzahl der Apostel) ergibt. In einem Teil der Handschriften der Vita II aus dem 9. Jahrhundert ist in einem Zusatz von 52 Begleitern die Rede, auch dies möglicherweise eine Symbolzahl (52 Wochen des Jahres).
Ob sein Tod im engeren Sinne als Martyrium zu werten sei oder es sich möglicherweise um einen bloßen Raubmord gehandelt habe, ist eher eine theologische Frage. Die Zeitgenossen des Bonifatius hatten jedoch keinen Zweifel an der Deutung des Vorgangs als Martyrium: Bereits unmittelbar nach dem Ereignis ist das Einsetzen kultischer Verehrung zu beobachten. Die Leichname der Märtyrer sollen nach dem Bericht des Biografen Willibald, Kapitel 8, von ansässigen Christen geborgen worden und der des Bonifatius per Schiff über die Zuidersee nach Utrecht transferiert worden sein, wo er zunächst beigesetzt worden sei. Dann sei eine per Schiff angereiste Gesandtschaft des Mainzer Bischofs Lullus erschienen mit dem Auftrag, den Leichnam in das Kloster Fulda zu überführen. Erst durch ein Glockenwunder (nach Eigils Vita Sturmi durch ein Fixierungswunder) sei der Widerstand der Einheimischen gegen die Wegführung des Märtyrerleibes gebrochen worden. Am dreißigsten Tag nach dem Martyrium sei der Leichnam in Mainz (nach Vita Sturmi bereits in Fulda) eingetroffen, wo sich schon, angeblich auf göttliche Eingebung hin, eine große Menschenmenge zum feierlichen Empfang eingefunden habe und gleichzeitig Bischof Lullus vom Königshofe zurückkehrend eingetroffen sei. Von dort habe man den Leichnam nach Fulda geleitet und ihn an dem von ihm selbst bezeichneten Ort in einem neuen Grab in der Salvatorkirche beigesetzt.
Ein Streit um die endgültige Ruhestätte der Reliquien entstand zwischen dem Bistum Mainz und dem als Grablege auserkorenen Kloster Fulda. Lullus, die Chorbischöfe, Klerus und Bürger von Mainz hätten die Reliquientranslation nach Fulda zu verhindern versucht, um den neuen Märtyrer als Patron bei sich zu behalten. Trotzdem wurde der Leichnam über Hochheim am Main nach Fulda gebracht und dort von Lullus in einem neuen Grab beigesetzt. Der Konflikt endete schließlich mit der Durchsetzung der Fuldaer Ansprüche. Bonifatius wurde in der Sturmi-Basilika beigesetzt, von wo er nach dem Neubau der sogenannten Ratgar-Basilika am 1. November 819 in einer feierlichen Translation im Rahmen der Kirchweihe in ein neues Altargrab auf dem Chorpodest der Westapsis überführt wurde. In Mainz wurde von Bischof Lullus in der Kirche s. Maria ein Reliquiengrab für das Blut des Märtyrers errichtet, für das Hrabanus Maurus als Mainzer Erzbischof im 9. Jahrhundert ein Epitaph mit Versinschrift schuf und über dem er, wie Mechthild Schulze-Dörrlamm nachgewiesen hat, eine Stele mit einer Darstellung des heiligen Erzbischofs und Patrons der Mainzer Diözese aufstellen ließ.

### Codex Ragyndrudis
Neue Untersuchungen kommen zu der Schlussfolgerung, dass die Täter friesische Gegner der christlich-fränkischen Missionierung gewesen seien, die sich sehr wohl bewusst waren, mit wem sie es zu tun hatten, und deshalb gezielt gegen den Repräsentanten der fremden Religion vorgingen. Das Motiv, Beute zu machen, scheint dagegen der Barbarentopik zu entsprechen, durch deren Einsatz die Biografen das Urteil der Leser über die Friesen zu steuern trachteten. Ausgangspunkt für diese Schlussfolgerung ist der Codex Ragyndrudis, Fulda, Dommuseum, Cod. Bonif. 2, Luxeuil, Corbie oder Mainz erste Hälfte 8. Jahrhundert. Er ist als Teilfaksimile im Dommuseum Fulda ausgestellt und zeigt im Original sowohl an der oberen wie an der unteren Schmalseite jeweils zwei unterschiedlich lange Einschnitte, die bis maximal 62 mm tief sind und zum Teil auch die Einbanddeckel beschädigt haben. Zudem gibt es auch noch einen weiteren Schnitt parallel zum Falz und dazu – und dies ist für die weitere Interpretation äußerst wichtig – in der Mitte des Außenrands der Längsseite ein den Codex durchdringendes kleines Loch, das auf eine Nagelung des Codex mit einem Vierkantnagel hinweist.
Dieser Codex ist nach der Tradition das Buch, das Bonifatius hielt, um sich vor den mörderischen Hieben von angreifenden Friesen zu schützen; einen absoluten Beweis dafür, dass es wie zwei weitere ebenfalls in Fulda befindliche Bücher zu seinem Besitz gehörte, gibt es allerdings nicht. Willibald weiß in seiner Vita des Heiligen nichts von einem Evangeliar, das dieser sich schützend über den Kopf gehalten haben soll. Erst ein unbekannter Utrechter Presbyter berichtet um etwa 825 in einer zweiten Vita davon und kann sich auf eine alte Frau als Augenzeugin berufen. Hier wird aber ein Evangelienbuch genannt, was der Codex Ragyndrudis sicher nicht ist. Otloh von St. Emmeram orientiert sich an diesen beiden Viten, und auch er benennt ein Evangelienbuch, obwohl er die Fuldaer Reliquie bereits gekannt haben müsste. Er hätte wissen müssen, dass es sich dabei nicht um Evangelientexte handelte. Möglicherweise gab es also einen zweiten heute verschollenen Codex, dessen Stelle der Codex Ragyndrudis einnahm, oder aber Otloh kannte die Reliquie allenfalls von außen, ohne die Gelegenheit einer Autopsie der Handschrift zu haben, und schloss im Hinblick auf die dem Buch in der Martyriumserzählung zugedachte Funktion, zusätzlich inspiriert durch das den Einband zierende Kruckenkreuz, auf ein Evangeliar.
Ungeachtet dessen ist festzustellen, dass der Codex Ragyndrudis nicht durch Hiebe mit einer scharfen Waffe beschädigt wurde, während es Bonifatius in der Hand hielt, denn dann hätte es bei den Schlägen gefedert und diese wären nicht so tief in das Pergament eingedrungen; obendrein hätte Bonifatius den Codex mehrfach hin und her drehen müssen. Es muss also auf einer festen Oberfläche gelegen haben, als darauf eingeschlagen und es vernagelt wurde.
Der Grund für die Beschädigung und vor allem die Nagelung des Codex Ragyndrudis, den Bonifatius während des friesischen Angriffs vermutlich bei sich hatte, lässt sich vor dem Hintergrund germanischer Nagelungsrituale zur Abwehr des Bösen erschließen: Durch das Einschlagen von Nägeln sollten Krankheiten kuriert und Unglücke abgewehrt, aber auch andere Menschen geschädigt oder sich vor Wiedergängern geschützt werden. Dazu wurden Leichen oder das Totenhemd im Sarg festgenagelt, und auch Diebe sollten zur Rückgabe des gestohlenen Guts gezwungen oder Hexen getroffen werden. Die Kreuze auf dem Deckel des Codex könnten der Grund sein, warum er als Bibel angesehen wurde, und der oder die Täter verfolgten offensichtlich die Absicht, das, was sich in dem Buch befand, durch die Nagelung zu bannen, da es gefahrbringend war. Bonifatius war, wie die Untersuchung seiner ebenfalls in Fulda aufbewahrten Gebeine ergeben hat, mit seiner Größe von 1,85 m bis 1,90 m für die damalige Zeit ein äußerlich auffälliger Mann; seine Predigten gelten als wortgewaltig.

## Lebensdaten
Hauptquelle für die Chronologie des Bonifatius sind seine Briefe, daneben Willibalds Vita I. und Eigils Vita Sturmi. Die Rekonstruktion erfolgte vor allem durch die Arbeiten von Tangl, Stengel und Schieffer (siehe unten Literatur).

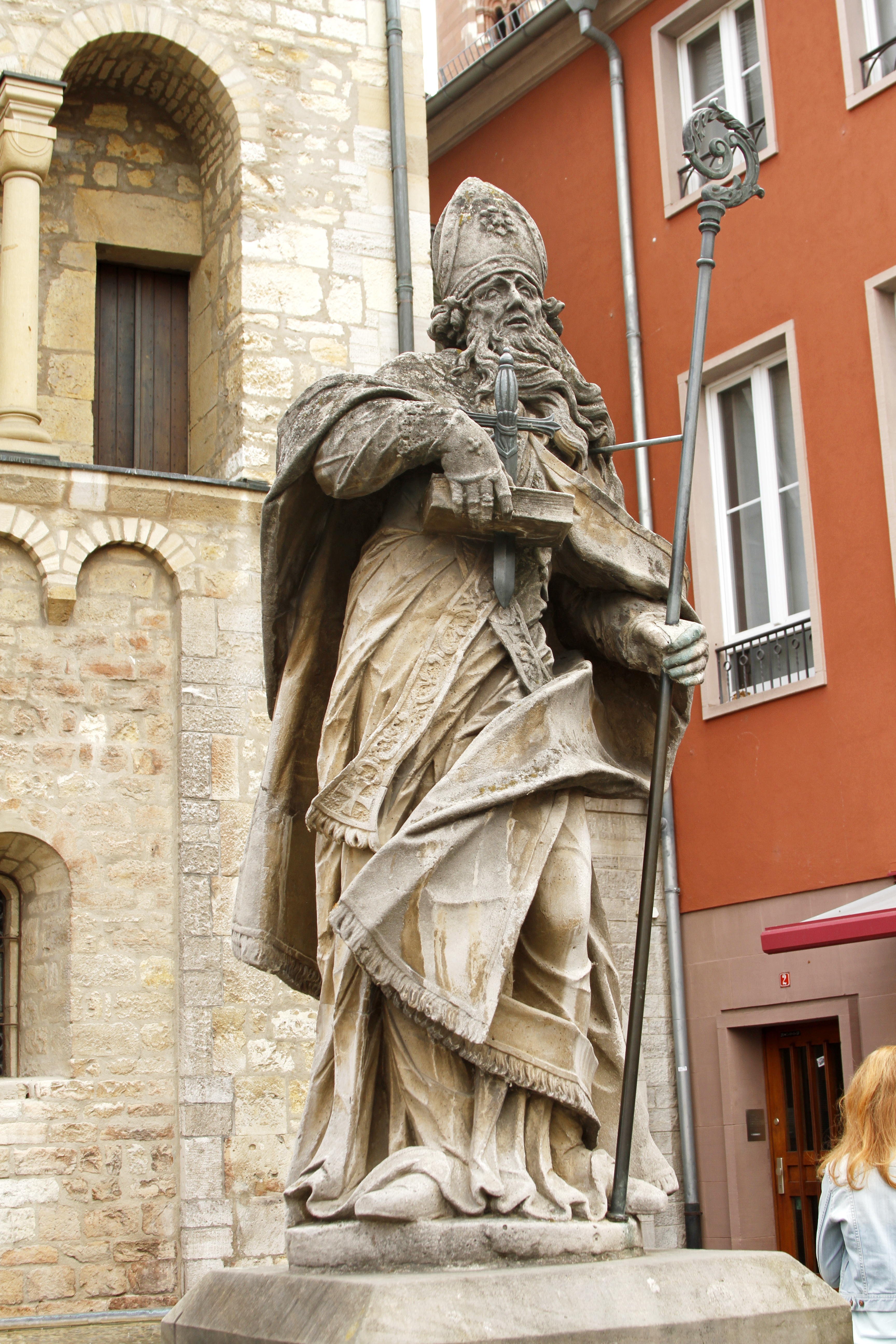
Denkmal des heiligen Bonifatius vor dem Mainzer Dom von Johann Kaspar Hiernle um 1745

- 672/673: Geburt Wynfreths, wahrscheinlich in Crediton (Angelsachsen).
- 716: erste (vergebliche) Missionsreise zu den Friesen. Abbruch im gleichen Jahr und Rückzug in das Kloster Nursling.
- 718 Herbst: Start erste Romreise.
- 719 Mai 15 erhielt Wynfreth in Rom von Papst Gregor II. eine Missionsvollmacht für Germanien und seinen neuen Namen Bonifatius. Er predigte in Friesland, Thüringen, Hessen und Bayern.
- 721: Missionsarbeit in Hessen, Errichtung eines Klosters in Amöneburg.
- 722 Nov. 30 weihte Papst Gregor II. Bonifatius in Rom zum Missionsbischof ohne festen Bischofssitz.
- 723 fällte Bonifatius die dem Donar geweihte Donareiche bei Geismar (Fritzlar).
- 724 weihte Bonifatius Kirche und Kloster St. Peter in Fritzlar und setzte Wigbert zum Abt ein.
- 724 weihte Bonifatius die Johanniskirche in Altenbergen, die erste Taufkirche Thüringens, in der der Erbauer der Wartburg, Ludwig der Springer, getauft wurde.
- Um 725 begründete Bonifatius in Ohrdruf ein Kloster und ließ die erste Kirche St. Michaelis errichten. Er bestellte Wigbert auch als Abt in Ohrdruf. Damit wurde Ohrdruf wie auch Amöneburg und Fritzlar ein Stützpunkt für die Missionsarbeit in Thüringen und Hessen.
- 732 wurde Bonifatius von Gregor III. zum Erzbischof des östlichen Frankenreichs ernannt.
- 737/738: Beim Rombesuch wurde Bonifatius zum päpstlichen Legaten für das gesamte Frankenreich ernannt.
- 739: Neuorganisation der Bistümer Regensburg, Freising, Passau und Salzburg.
- Anfang 742 wurden Würzburg und Büraburg von Bonifatius als Bischofssitze eingerichtet. Burkard wird in Würzburg, Witta in Büraburg durch Bonifatius zum Bischof eingesetzt. Burkard und Witta waren schon Bischöfe, als Willibald am 21. Oktober 741 in Sulzenbrücken von Bonifatius zum Bischof geweiht wurde. Bonifatius bemühte sich, gemeinsam mit dem Karolinger Karlmann, um eine Neuordnung der fränkischen Kirche.
- 742: Gründung des Bistums Erfurt durch Bonifatius, er wandte sich mit der Bitte um Bestätigung von „Erphesfurt“ an Papst Zacharias.
- 744 wurde das Kloster Fulda im Auftrag des Bonifatius von seinem Schüler Sturmius, einem Benediktiner, gegründet.
- 746: Bonifatius wollte Bischof von Köln werden, Gegner vereitelten seinen Plan. Bonifatius wurde Bischof mit Sitz in Mainz. Erzbischof war er nicht, erst Lullus wurde Erzbischof von Mainz.
- 747: Burkard, nicht Bonifatius, übergab am 1. Mai die Obödienzerklärung von den Bischöfen dem Papst in Rom.
- 748: Pippin III. berief ein Konzil ein. Die Ergebnisse wurden direkt mit dem Papst abgestimmt, Bonifatius wurde nicht eingeladen und beiseitegeschoben. Seine Bitte um altersbedingten Rücktritt vom Mainzer Stuhl unter Beibehaltung des Legatenamts wurde vom Papst Zacharias abgelehnt, dafür aber die Weihe eines Chorbischofs gestattet.
- 751 wurde Pippin der Jüngere auf der Reichsversammlung zu Soissons angeblich von Bonifatius gesalbt. Die Forschung ist sich weitgehend einig, dass diese Angabe unzutreffend ist, da Bonifatius zu diesem Zeitpunkt bereits jeglichen Einfluss beim fränkischen Hof verloren hatte. Zudem beruht diese Überlieferung auf späteren Quellen, die zur Zeit Karls des Großen erstellt wurden.[28] Im selben Jahr erwirkte Bonifatius durch seinen Gesandten Lul vom Papst das Zachariasprivileg für Fulda, durch das die Unabhängigkeit des als Grablege ausersehenen Klosters vor unerbetenen Eingriffen kirchlicher Amtsträger gesichert wird.
- 752: Weihe Luls zum Chorbischof und damit präsumptiven Nachfolger als Mainzer Bischof.
- 753: Bestätigung Luls als designierter Nachfolger auf dem Mainzer Stuhl durch Pippin. Bonifatius sicherte das noch von Karlmann seiner Aufsicht unterstellte verwaiste Missionsbistum Utrecht für die angelsächsische Mission vor dem Übernahmeversuch des Kölner Erzbischofs Hildegar, der es als Suffraganbistum beansprucht, und wird von Pippin in seiner Position bestätigt. Er kehrte nach Mainz zurück, um seine Abreise ins friesische Missionsgebiet vorzubereiten.
- 754 6. Jan.: Pippin empfing Papst Stephan II. am Ephiphaniastag in der der Pfalz in Ponthion.
- 754 Feb./März: Megingaud wurde von Bonifatius zum Bischof von Würzburg (754–769) geweiht.
- 754: Im Frühjahr ging Bonifatius nach Friesland. Im Sommer wurde er Bischof von Utrecht.
- Am 5. Juni 754 bzw. 755 wurde Bonifatius gemeinsam mit mehr als 50 Begleitern, darunter der möglicherweise kurz zuvor zum Bischof von Utrecht geweihte Eoban, von friesischen Gegnern der christlich-fränkischen Missionierung bei Dokkum in Friesland erschlagen, als er ein Tauffest abhalten wollte.[5]

## Werke
Von Bonifatius sind (heute zumeist als unecht beurteilte) Predigten und – neben zahlreichen Briefen an ihn, darunter 26 ihn oder seine Angelegenheiten betreffende Papstbriefe von Gregor II., Gegor III. und Zacharias – 37 (zweifelsfrei echte) eigene Briefe sowie sein Bischofseid (Nr. 16) erhalten, darunter vier an die Päpste Zacharias (Nr. 50; Nr. 86) und Stephan II. (Nr. 108f.). Die Predigten richten sich an bereits bekehrte Christen. Sie befassen sich nicht mit der Auslegung von Bibeltexten, sondern erklären die Heilsgeschichte oder sind katechetische Ausführungen von christlicher Lehre und christlichen Pflichten. Die Briefe, denen zum Teil Gedichte beigelegt sind, zeigen sein Wesen und Wirken und seine Ziele auf und erhellen widersprüchliche Episoden in seinen Taten und Verhaltensweisen. Aus dem Schulbetrieb hervorgegangen sind eine Grammatik mit einleitendem Figurengedicht und eine Metrik sowie eine Sammlung von Rätseln (Aenigmata) über Tugenden und Laster in Hexametern. Nicht beweisbar, aber auch nicht auszuschließen ist die Annahme, dass ein Teil der Glossen (Glossator A) im Victor-Codex (Fulda, Dommuseum, Cod. Bonif. 1) von Bonifatius stammt.

## Bedeutung
Bonifatius war kein bedeutender Theologe, aber er verband missionarischen Eifer mit einer seltenen Begabung für Organisation und Administration. Seine geschichtliche Bedeutung wird unterschiedlich gesehen, wobei sich die kirchliche und die politische Interpretation seines Wirkens teilweise erheblich widersprechen.
Aus historisch-kirchlicher Sicht besteht Bonifatius’ Bedeutung in der zielgerichteten Ausrichtung der von ihm geschaffenen Kirchenstrukturen auf das Zentrum Rom und das Papsttum, ganz so wie er sie aus der englischen Kirche kannte und wie er sie, im Gegensatz zu seinen iro-schottischen Vorgängern von der keltischen Kirche, auf dem Kontinent vertrat. Indem er sich nach einem zunächst etwas missglückten Beginn seiner Missionstätigkeit ausdrücklich durch den Papst beauftragen ließ, gelang es Bonifatius schrittweise, die notwendige Anerkennung und Unterstützung durch den fränkischen Adel zu erringen und gleichzeitig das Papsttum in die Entwicklungen in West- und Mitteleuropa einzubinden. Damit legte er einerseits den Grundstein für seine erfolgreiche Missionstätigkeit, andererseits konnte er damit die Anfänge einer in ihren Informations- und Entscheidungswegen von der weltlichen Herrschaft unabhängigen Kirchenorganisation mit Zentrum in Rom entwickeln. Er war derjenige, der mit der Neudefinition Roms als Mittelpunkt kirchlicher Organisation in Europa einen wichtigen Grundstein zur Werdung des christlichen Abendlandes legte.
Die historisch-politische Interpretation spricht dem Papsttum zu merowingisch-karolingischer Zeit keineswegs die Bedeutung zu, wie sie sich aus kirchlicher Sicht heute darstellt. Die karolingischen Hausmeier bedienten sich zwar zu ihrer Legitimierung des päpstlichen Ansehens als Stellvertreter Christi auf Erden, behielten jedoch die faktische Gewalt jederzeit durch ihre militärische Macht in ihren Händen und halfen dem Papst damit gegebenenfalls aus schwierigen Situationen. Es handelte sich also um eine quid-pro-quo Situation, bei der die Franken am längeren Hebel saßen. Bonifatius, der als treuer Anhänger des Papstes agierte und die organisatorische Form der auf Rom ausgerichteten Kirchenhierarchie festigte, verhalf damit gleichzeitig den karolingischen Hausmeiern zur Stärkung ihrer Herrschaft. Da die Glaubenseinigung des Frankenreiches ein stabilisierender Faktor der fränkischen Oberhoheit über Land und Leute war, konnte Bonifatius auf die Unterstützung der Hausmeier zählen. Das Bündnis zwischen Papsttum und Karolingern wurde in der Folge zu einer bestimmenden politischen Konstante des Frankenreiches. Die zugleich darin angelegte Frage der Vorherrschaft der einen oder anderen Seite spielte jedoch bis zum Ende der fränkischen Dominanz in Mitteleuropa keine herausragende Rolle.

## Verehrung

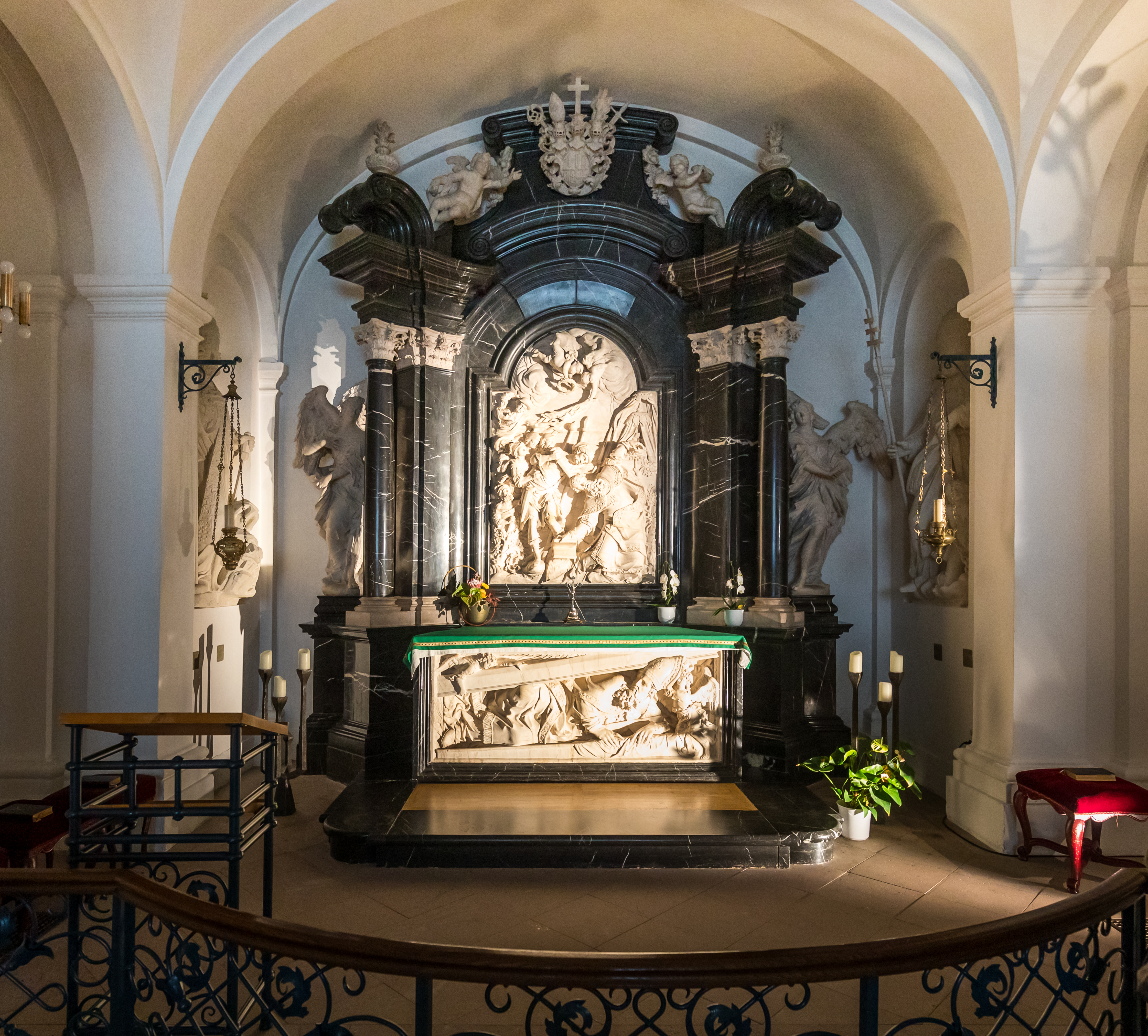
Das Grab des heiligen Bonifatius in der Krypta des Hohen Doms zu Fulda

- Ikonografische Attribute des als Märtyrer verehrten Heiligen: Pontifikalien (als Bischof) und Pallium (als Erzbischof), gelegentlich Mönchsgewand oder äbtliche Insignien (als Mönch, Abt und Klostergründer), seit der zweiten Hälfte des 15. Jahrhunderts zunehmend individuelle Attribute wie Schwert oder Dolch mit durchbohrtem Buch (als Märtyrer und Glaubensbote), Kreuzstab mit doppeltem Querbalken (als päpstlicher Legat), Bußgeißel (als Wiederhersteller kirchlicher Disziplin), Quelle oder Brunnen (nach Legende). Erst im 19. Jahrhundert Eichbaum, jedoch nicht als Attribut, sondern als Bildelement szenischer Darstellungen.[36]

- Gedenktage:
  - römisch-katholisch: 5. Juni (Todestag), gebotener Gedenktag, Fest im deutschen Sprachgebiet,[37] Hochfest im Bistum Fulda. Jährlich findet um diesen Tag herum die Bonifatiuswallfahrt zum Grab des Heiligen im Hohen Dom zu Fulda statt. Daneben der 9. Juli (Übertragung der Reliquien nach Fulda), nicht gebotener Gedenktag im Dom zu Fulda, und der 1. Dezember (Bischofsweihe), nicht gebotener Gedenktag im Bistum Fulda.[38]
  - anglikanisch: 5. Juni (Todestag).[39]
  - evangelisch: 5. Juni (Todestag, Gedenken im Sinne von Artikel 21 der Confessio Augustana) für folgende Kirchen:
    - Evangelische Kirche in Deutschland (im Evangelischen Namenkalender als „Zeuge Christi und Märtyrer“ verzeichnet).[40]
    - Evangelisch-Lutherische Kirche in Amerika.[41]
    - Lutherische Kirche – Missouri-Synode.[42]

- Patronate: Bonifatius ist Hauptpatron im Bistum Fulda sowie der Bistümer Erfurt und Groningen in den Niederlanden; Mitpatron des Bistums Haarlem in den Niederlanden, Schutzpatron von England und Thüringen sowie ein Schutzpatron der Bierbrauer und Schneider. Außerdem ist Bonifatius Namensgeber der im Bistum Fulda gelegenen Pastoralverbünde (PV) St. Bonifatius Fulda (Dekanat Fulda), St. Bonifatius Amöneburg (Dekanat Marburg-Amöneburg) und St. Bonifatius Bruchköbel (Dekanat Hanau). Bonifatius ist der Patron des Verbandes der Wissenschaftlichen Katholischen Studentenvereine Unitas (UV) und Namensgeber der Mitgliedsvereinigung W.k.St.V. Unitas Winfridia in Münster.

- Verbreitung des Kults: Die Verehrung als Märtyrer setzt bereits unmittelbar nach der Ermordung ein, wie aus Briefen des Erzbischofs Cuthbercht von Canterbury und des Bischofs Milret von Worcester an Lul von Mainz sowie den frühen Fuldaer Urkunden hervorgeht.[43] Alkuin hat ein Messformular zu Ehren des Heiligen, "wahrscheinlich [...] wenige Jahrzehnte nach dem Tod des Heiligen verfassst."[44] Während des gesamten Mittelalters und der frühen Neuzeit war die Bonifatius-Verehrung jedoch weitgehend auf das Umfeld des Klosters Fulda, wo sich das Grab des Märtyrers befand, und seinen Amtssitz Mainz beschränkt. Erst im 19. Jahrhundert verbreitete sich die Verehrung des Heiligen deutschlandweit. Aus Anlass der 1100. Wiederkehr des Todestages des hl. Bonifatius im Jahre 1855, gestattete Papst Pius IX. die Verehrung für die Gesamtkirche. Im Zuge der nationalen Bewegung wurde Bonifatius zum „Apostel der Deutschen“. Erst im Zuge der Neokonfessionalisierung stellen die Katholiken vor allem die ultramontane (römische) Seite des Heiligen heraus (Gründung des Bonifatiuswerkes, Bonifatiusjubiläum 1855). Er ist Patron des missionsbenediktinischen Säkularinstituts St. Bonifatius.

- Liste von Bonifatiuskirchen, Patrozinien
- 1842 wurde das Bonifatius-Denkmal in Fulda errichtet.
- An Bonifatius’ Grabstätte in Fulda trifft sich seit 1867 alljährlich die Deutsche Bischofskonferenz.
- Große Beachtung fand die Erwähnung von Bonifatius als Vorbild in einer Rede von Kaiser Wilhelm II. in einer Rede an der Universität Bonn.[45]

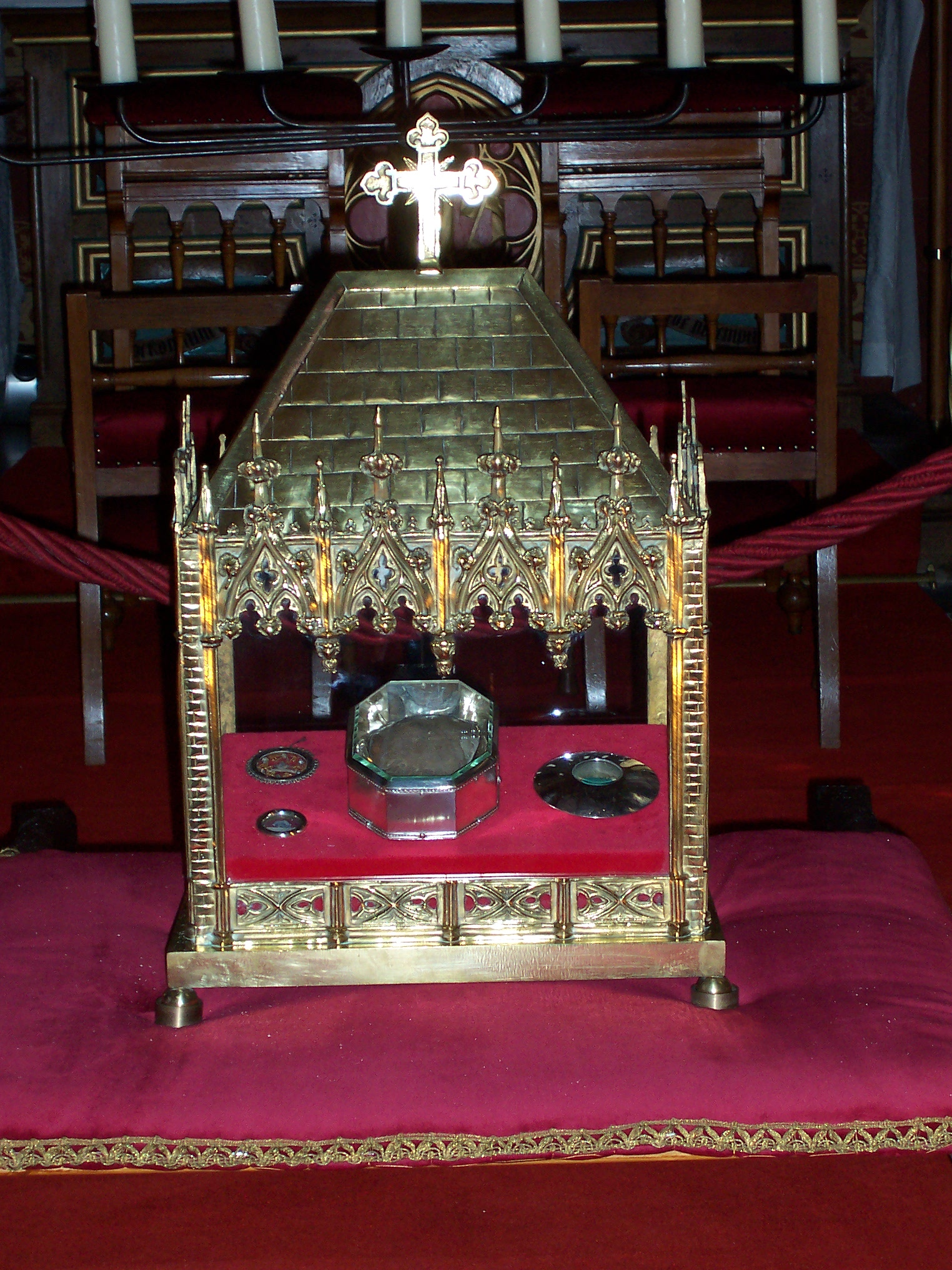
Reliquienschrein des Heiligen Bonifatius in Dokkum

- Reliquienschrein des Heiligen Bonifatius in DokkumReliquien des hl. Bonifatius befinden sich in der Kartause des hl. Hugo in Horsham. Eine kleinere wird in der Wallfahrtskirche St. Hildegard und St. Johannes der Täufer in Eibingen verwahrt, sie gehört zum Eibinger Reliquienschatz.
- Der 1250. Todestag des Märtyrers im Juni 2004 wurde mit zahlreichen Veranstaltungen in Crediton, Dokkum, Fritzlar und Fulda begangen. Unter anderen wurde der heilige Bonifatius zur zentralen Figur in Bonifatius – Das Musical (seit 2004 in Fulda und ab 2006 auch in Bremen aufgeführt). Die Stadt Erfurt erklärte das Jahr 2004 zum „Bonifatius-Jahr“.
- Die Stadtwappen von Bad Salzungen, Bad Soden-Salmünster und Wüstheuterode zeigen Bonifatius im Bischofsgewand.
- In Bad Langensalza ist die größte Kirche der Stadt dem heiligen Bonifatius geweiht: Die Marktkirche ist zudem das höchste Travertinsteingebäude der Welt. Am Westportal der Kirche, deren Turm mit 73,6 Metern außerdem der zweithöchste Thüringens ist, befindet sich eine etwa ein Meter große Statue des Heiligen.
- Das Bonifatiuswerk der deutschen Katholiken e. V. ist nach dem heiligen Bonifatius benannt.
- Auch das missionsbenediktinische Säkularinstitut St. Bonifatius steht unter seinem Patronat.
- Auf Bonifatius nimmt der Winfried-Preis Bezug, eine Ehrung für Völkerverständigung und Frieden.
- Es existieren einige nach der latinisierten Form Winfridia benannte katholische Studentenverbindungen.
- Auch der Städtische Konzertchor in Fulda trägt den Namen Winfridia.
- Die Bonifatius-Route ist ein neu gestalteter Pilgerweg auf den Spuren des historischen Überführungszugs.
- Nach dem heiligen Bonifatius ist auch die Winfriedschule in Fulda benannt, die in unmittelbarer Nachbarschaft zum Fuldaer Dom steht.
- Eine Gedenktafel fand Aufnahme in die Walhalla bei Regensburg.
- Bonifatius – Das Musical wurde 2004 uraufgeführt.
- Colin Mawby komponierte eine Bonifatius-Messe für Sopran, gemischten Chor, Kinderchor, Oboe und Orgel, die am 3. Oktober 2012 uraufgeführt wurde

## Dokumentarfilme
- Tod im Morgengrauen. Film von Renate Beyer
- Auf den Spuren von Bonifatius – Der Apostel der Deutschen. 45 Min. Ein Film von Ute Bönnen und Gerald Endres. Deutschland 2022.[46][47]
- Bonifatius - Mönch und Prediger, ARTE Dokumentation von Ute Bönnen und Gerald Endres (D 2022, 52 Min).

## Ausgaben
- Wilhelm Levison (Hrsg.): Vitae Sancti Bonifatii archiepiscopi Moguntini. In: Monumenta Germaniae Historica. Scriptores rer. Germ. in usum scholarum. Hahn, Leipzig 1905. (Digitalisat), aufgerufen am 16. Dezember 2015.
- Michael Tangl (Hrsg.): S. Bonifatii et Lulli epistolae. In: Monumenta Germaniae Historica, Epistolae selectae. Band 1. Weidmann, Berlin 1916.
- Reinhold Rau (Bearb.):  Briefe des Bonifatius. Willibalds Leben des Bonifatius. Nebst einigen zeitgenössischen Dokumenten. Unter Benützung der Übersetzungen von M. Tangl u. Ph. H. Külb neu bearb. von Reinhold Rau. 2., unveränd. Auflage Darmstadt: Wiss. Buchges., 1988 (Erstausgabe 1968), ISBN 3-534-01415-4.
- Bengt Löfstedt, George J. Gebauer (Hrsg.): Bonifatii (Vynfreth) ars grammatica, ars metrica  (= Corpus Christianorum Series Latina. (CCSL) Band 133). Brepols, Turnhout 1980, ISBN 2-503-01336-8.
- Ernst Dümmler (Hrsg.): Bonifatii carmina. In: Monumenta Germanica Historica. Poetae. Band 1, S. 3–15.
- Pseudo-Bonifatius: Sermones. In: Migne, Patrologia Latina. Band 89, Sp. 843–872.